# زیردریایی یو-۳۲۲
زیردریایی یو-۳۲۲ (به انگلیسی: German submarine U-322) یک زیردریایی است که طول آن ۶۷٫۲۳ متر (۲۲۰ فوت ۷ اینچ) می‌باشد. این زیردریایی در سال ۱۹۴۴ ساخته شد.